# 亜熱帯前線
亜熱帯前線（あねったいぜんせん、subtropical front）とは、
1. 大気大循環において、中緯度のフェレル循環と赤道・低緯度のハドレー循環の境界を成す前線。あるいは、熱帯気団と赤道気団の境界を成す前線。大気（対流圏）上層で最も強く現れ、温帯低気圧を発生させやすい。（#気象学参照）
2. 全地球的な海流循環において、中緯度の亜熱帯海域に現れる、表層流の収束する地域。（#海洋学参照）

## 気象学
フェレル循環とハドレー循環により、中緯度地域の上空では、常に南北の空気が衝突している。北側は冷たい温帯の空気、南側は暖かい熱帯の空気であり、温度差がある。これにより前線が生じる。ただし、衝突した気流は下降気流となって流出するため、雲はほとんど発生しない。
前線を挟む気団の性質で分類した寒冷前線や温暖前線などのいわゆる「前線」とは異なり、「亜熱帯前線」というのは地球の各地域の気候を考慮した概念である。
亜熱帯前線付近では、前線だけではなく強風帯も生まれる。亜熱帯ジェット気流(Js)といって、東向きの強風帯であり、偏西風に含まれる。ただし、亜熱帯前線の南北の空気は温度差があまり大きくないため、亜熱帯ジェット気流もそれほど強くない。
両半球とも、亜熱帯前線の高緯度側には熱帯気団、低緯度側には赤道気団がある。
寒帯前線は、上層では気温などの南北差（不連続）があるが、下層では南北差がほとんどなく前線は現れない。よって、地上天気図ではほとんど確認することができないが、移動性の高気圧・低気圧の移動に大きく関与している。高層天気図で確認できる。
梅雨前線や秋雨前線は、亜熱帯前線に対応してできる。梅雨や秋雨の時期は、寒帯ジェット気流が南下してきて、亜熱帯前線の南北の温度差が増し、低気圧や前線ができやすくなる。

## 海洋学
亜熱帯収束線（あねったいしゅうそくせん、Subtropical convergence）とも言う。北太平洋や北大西洋では、北赤道海流の北向き循環流と中央水塊の南西向き循環流との境界であるが、流れが弱く不明瞭である。南半球では、南極海よりやや北側の地域である亜南極海の水塊と中央水塊の境界である。